# جون كيمورا باركر
جون كيمورا باركر هو عازف بيانو كندي، ولد في 25 ديسمبر 1959 في فانكوفر في كندا.

## وصلات خارجية
- جون كيمورا باركر على موقع ميوزك برينز (الإنجليزية)
- جون كيمورا باركر على موقع ديسكوغز (الإنجليزية)